# Vestido de «Amado Mío»
El vestido de «Amado Mío» (en inglés: «Amado Mío» dress) es un traje que la actriz Rita Hayworth lució en la película Gilda (1946).

## Historia

### Contexto
El vestuario del filme, una de las películas del cine negro más famosas de la historia, constituye un elemento fundamental para definir al personaje interpretado por Hayworth, todo un ejemplo de mujer fatal cuyo guardarropa simboliza su atractivo y poder sobre los hombres. Tal y como afirmó Jane Gaines en un ensayo sobre la ropa femenina en Hollywood, los «trajes se adaptan a los personajes como una segunda piel», lo que a su vez proporciona información narrativa al espectador acerca de su personalidad. Gaines sostiene además que «la ropa y el comportamiento de una mujer, mucho más que en un hombre, son un indicador de psicología; si los trajes representan interioridad, es ella quien se muestra al revés en la pantalla». El personaje de Gilda luce durante la mayor parte de la película ropa interior y camisones transparentes, lo que deja patente su vida lujuriosa, si bien al mismo tiempo se muestra indecisa sobre qué ropa ponerse o cómo comportarse, lo que refleja sus dudas acerca de su antiguo amante, Johnny Farrel (interpretado por Glenn Ford), y la desalentadora perspectiva que ofrece su desastroso matrimonio con Ballin Mundson (interpretado por George Macready). Mediante su aparición con prendas interiores, Gilda revela su verdadera naturaleza como mujer fatal, la cual se insinúa claramente en la rumba «Amado Mío» para acabar saliendo totalmente a la luz al final del filme, durante el provocativo número «Put the Blame on Mame».

### Creación
El vestido que Gilda luce durante su sensual interpretación de «Amado Mío» en un club nocturno de Montevideo tras huir de Buenos Aires fue elaborado, al igual que el resto del vestuario de la película, por Jean Louis, quien tuvo que crear un total de veintinueve atuendos solo para el personaje de Gilda; las piezas más caras fueron un abrigo de chinchillas de $65 000 (precio que permite desmentir el rumor de que el vestuario de la película costó $60 000, mito difundido en febrero de 1946 por la revista Life y refutado por Modern Screen en mayo del mismo año) y una capa de armiño sin mangas valorada en $35 000, costando el atuendo de «Amado Mío» $1800. De acuerdo con el artículo publicado por Life en febrero de 1946, el traje fue confeccionado por el diseñador tomando como referencia una pintura de Fra Angelico con el fin de hacer parecer al personaje más «angelical y atractivo», si bien las obras de Angelico están desprovistas de cualquier atisbo de sexualidad:

La actriz Rita Hayworth lució un vestido de noche con el abdomen descubierto (que costó $1800) del diseñador Jean Louis con un diseño del pintor Fra Angelico para lucir angelical y atractiva para su papel en la película Gilda.

### Controversia
La película generó controversia tras su estreno debido a dos escenas, ambas icónicas hoy en día: el número «Put the Blame on Mame» y la bofetada que Farrel propina a Gilda al terminar la canción. La primera escena escandalizó a la sociedad de la época por el hecho de exhibir a una mujer hipersexualizada bailando de forma sugerente y descarada mientras se desprende sensualmente de uno de sus guantes como si se tratase de un striptease, mientras que la segunda generó alboroto por mostrar a un hombre agrediendo físicamente a una mujer, si bien ya anteriormente se habían visto en el cine escenas de esta índole, como la bofetada de Broderick Crawford a Marlene Dietrich en Seven Sinners (1940), la de Dan Dailey a Lana Turner en Ziegfeld Girl (1941), y la de Dennis Morgan a Bette Davis en Como ella sola (1942). La controversia del filme no solo se dio en Estados Unidos (donde el Daily News llegó a calificarlo como «basura de lujo»), sino que la misma alcanzó Europa, siendo España un caso destacado. En aquel entonces el país se encontraba bajo la dictadura de Francisco Franco, quien, supuestamente, se enamoró del personaje de Gilda tras una proyección privada en El Pardo, lo que habría permitido que la película se pudiese estrenar. El filme provocó una controversia de grandes dimensiones y a la vez generó un dilema puesto que por una parte el régimen avalaba su proyección, mientras que por otro la Iglesia católica, amparada por la dictadura, condenaba públicamente la película durante los sermones e inclusive llegó al extremo de amenazar con la excomunión a todo aquel que acudiese a verla. A modo de ejemplo, Antonio Pildain y Zapiain, obispo de la diócesis de Canarias, expuso lo siguiente en su pastoral tras el estreno de la película en Baleares:

Enterados con profundo dolor de nuestra alma de que durante estos últimos días se ha venido proyectando en el Cine Cuyás de Las Palmas la película Gilda, gravemente escandalosa; ante las noticias que a Nos nos llegan de que existe el propósito de exhibirla en otros cines, tanto de pueblos como de la capital, velando por atajar el gravísimo mal espiritual que amenaza a muchas almas de nuestros ciudadanos, y en cumplimiento de uno de los más sagrados deberes de nuestro cargo pastoral, prohibimos la dicha película Gilda y os amonestamos, amadísimos hijos, haciendo saber a los empresarios que no la pueden exhibir, y a los fieles que no podrán presenciarla sin gravar su conciencia con pecado mortal. Si alguno hubiera que se mostrara rebelde, sepan que habrán de dar cuenta de su conducta ante el Tribunal de Dios.

Sumado a las palabras de Pildain, la Iglesia clasificó el filme en el 4 Grana (peligroso), manifestando lo siguiente en el Boletín Oficial del SIPE:

Rita tiene un papel de vampiresa a su cargo, que cumple con todas las exigencias (y todos los inconvenientes) del título. Por el argumento y sobre todo por la actuación intrigante y de una sugerencia excesiva de la protagonista, por varias situaciones de gran dureza y por las abundantes escenas en que impera la inconveniencia y la ligereza de las ropas, Gilda es una película moralmente peligrosa.

Finalmente, la censura de la Iglesia terminó por influir en el régimen, pues hubo varios falangistas que arrojaron cubos de pintura contra carteles en los que se anunciaba el filme, además de disponerse piquetes a la entrada de los cines para disuadir al público de acudir a su proyección (entre ellos numerosos profesores de religión, quienes suspendían a los alumnos que iban a verla), llegando dicha censura a afectar al vestuario de la protagonista, considerado demasiado provocativo; concretamente, el traje de «Amado Mío» fue cubierto en la zona del vientre de forma artesanal por varios artistas en cromos y postales debido a que dicho atuendo dejaba parcialmente descubierto el abdomen de Hayworth, además de eliminarse el cigarrillo que la actriz lucía en una mano en varias instantáneas, mientras que en una de las imágenes en las que aparecía sentada mostrando sensualmente una pierna, se colocó sobre la misma un velo ahumado con el fin de disimularla. Por su parte, el atuendo más famoso del filme, el vestido negro que Gilda luce durante el número «Put the Blame on Mame», de escote bañera (posteriormente rebautizado como «escote Gilda»), fue modificado mediante la añadidura de tinta negra hasta convertirlo en una prenda de cuello vuelto, si bien en otras fotografías se optó por elevar el escote y colocar unos tirantes.

### Paradero

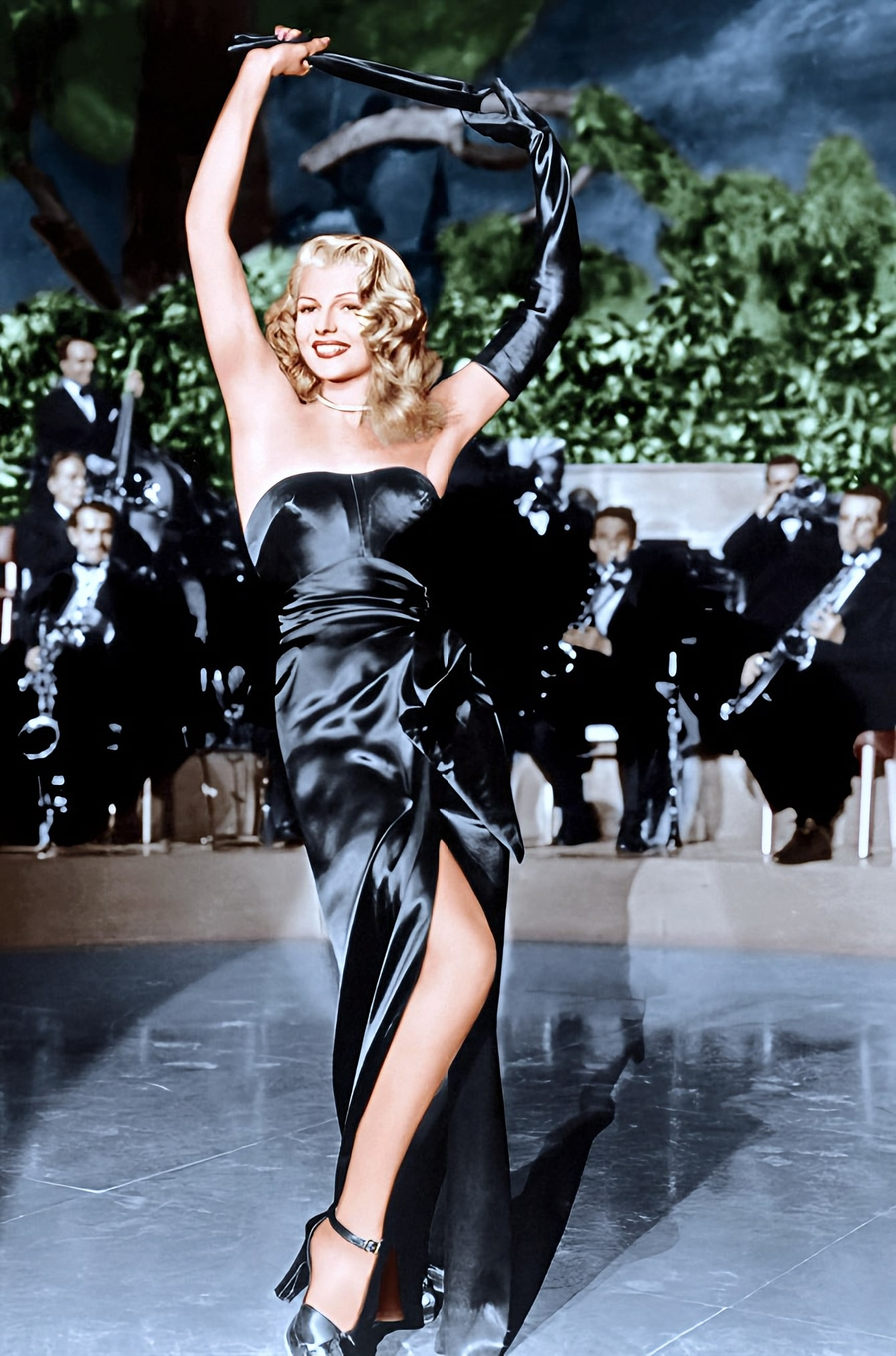
Rita Hayworth en Gilda (1946). El atuendo de la imagen, realizado en satén, es el más famoso de la película.

A diferencia de otras prendas icónicas del cine, como el vestido de Glinda y el vestido Cheek to Cheek (presumiblemente perdidos), el vestido de «Amado Mío» ha logrado conservarse. El 24 de noviembre de 2014, Turner Classic Movies presentó en Bonhams (Nueva York) la subasta TCM Presents… There's No Place Like Hollywood, entre cuyas piezas se encontraba el atuendo como el lote 244; con un valor estimado en entre $40 000 y $60 000, el traje, junto con una fotografía publicitaria de Hayworth vistiéndolo, fue vendido finalmente por $161 000 (incluida la comisión de la casa de subastas), permaneciendo desde entonces en paradero desconocido. Bonhams informó que la prenda había sido propiedad de «varios dueños», uno de los cuales fue la escritora Caren Roberts-Frenzel, biógrafa de Hayworth; Roberts poseyó el vestido por varios años, y pese a la ausencia de algunos de los abalorios del traje, perdidos con el paso del tiempo, rehusó reparar el atuendo con el fin de mantenerlo en su estado original, tomando finalmente la decisión de ponerlo en venta para que otra persona pudiese disfrutarlo:

Lo maravilloso del vestido de «Amado Mío» de Gilda es que, abalorio por abalorio, error por error, ¡coincide con todas las fotos de Rita con él! Incluso tengo una foto de Rita donde se puede ver el forro y sus intrincadas puntadas (el vestido fue hecho a mano, con cada abalorio cosido meticulosamente a mano). Amplié la foto del forro y comparé las puntadas con las del mío, y cada nudo, hilo y posición de los abalorios, incluso los que estaban torcidos, ¡son exactamente iguales! Tiene miles de abalorios, muchos de los cuales faltan, y es muy frágil, pero es una obra de arte. ¡Ya no hacen vestidos como antes! Me han preguntado si tengo intención de restaurarlo, pero, francamente (y esto es solo mi opinión), cuando se restaura un vestido como este, significa que los abalorios y los materiales que Rita Hayworth nunca usó estarán en el vestido. Eso no me atrae. Prefiero un vestido desgastado que sea el traje auténtico y puro que uno nuevo, del cual Rita nunca se haya puesto una parte. Y sé que todos los materiales se desgastan con el tiempo, pero ¿sería mejor tener uno que no se haya desgastado pero que ya no sea realmente el traje de Rita Hayworth? Repito, esta es solo mi opinión, y la próxima persona afortunada que tenga este vestido podría decidir de otra manera.

La adquisición de la prenda por parte de particulares pudo evitar que corriese con la misma suerte que otros trajes icónicos del cine, pues el vestido podría haber corrido el riesgo de ser robado; durante muchos años los estudios no tuvieron ningún tipo de cuidado con los trajes, accesorios, guiones y demás elementos vinculados a las películas que producían, sin ser conscientes del alto valor que acabarían teniendo en el futuro (a menudo los empleados se llevaban estos objetos como recuerdo sin permiso, sabedores de que a los directivos no les importaba esta sustracción de material). Otra posibilidad que se pudo haber evitado fue que el atuendo se modificase para su uso en otros filmes, lo que habría provocado la pérdida parcial del traje a la par que una considerable reducción de valor a nivel artístico e histórico. La modificación de prendas en la industria del cine para su reciclaje ya era habitual entonces e incluso antes, destacando el caso de tres vestidos facturados por Gilbert Adrian: el traje de chifón de Greta Garbo en Camille (1936), completamente modificado para Joan Fontaine en Rebecca (1940); el vestido de Glinda, originalmente lucido por Jeanette MacDonald en San Francisco (1936) y severamente modificado para Billie Burke en El mago de Oz (1939); y otro traje de MacDonald de la misma película, levemente alterado para Gracie Allen en Honolulu (1939).
Por último, con su venta se evitó que la prenda fuese reutilizada para otros filmes y se desgastase con el uso al igual que ocurrió con otros vestidos de la época, lo que podría haber llevado a que el atuendo fuese tirado a la basura sin saberse siquiera en qué películas había aparecido, aunque un deficiente almacenaje podría haber deteriorado igualmente la prenda (las perchas de madera, conocidas por su alto contenido en ácido, solían provocar que los vestidos se desgarrasen en la zona de los hombros). Cabe mencionar que varios de los atuendos de Hayworth en Gilda fueron reciclados para otras actrices tal y como señala Roberts: un vestido de escote corazón lucido por Anabel Shaw en Bulldog Drummond Strikes Back (1947) y por Sheila Ryan en The Lone Wolf in Mexico (1947); un atuendo de mangas holgadas con puños ceñidos y escote en V que Mary Currier y Gladys George llevaron respectivamente en The Secret of the Whistler (1946) y Millie's Daughter (1947); un vestido con hombreras y falda corta lucido por Gay Nelson en Millie's Daughter y por Lenore Aubert en The Return of the Whistler (1948); y un traje de escote bañera similar al de «Put the Blame on Mame» que Leslie Brooks llevó en The Secret of the Whistler.

## Descripción

### Diseño
De acuerdo con la descripción de la subasta, la prenda consiste en un «traje de dos piezas compuesto por un top corto de manga larga de crepé de seda color crema con bordado floral dorado y marrón, con abalorios en el escote y la espalda abierta; y una falda larga cruzada a juego con un lazo falso y una abertura alta». La parte superior del atuendo consiste en un top de mangas dolmán ceñidas en los puños, con cuello redondo y hombreras que deja el abdomen parcialmente descubierto, mientras que la parte inferior se traduce en una falda tipo sarong larga hasta los pies y con un gran lazo en el lado izquierdo; pese a ser de talle bajo, la falda cubre el ombligo debido a la censura impuesta por el entonces vigente código Hays,: 177  lo que por otro lado ayudó a disimular la reciente maternidad de la actriz, quien hacía menos de un año que había dado a luz a su hija Rebecca. Ambas piezas del vestido, el cual fue cosido a mano, se hallan cubiertas por un delicado estampado dorado a base de abalorios (también cosidos a mano) el cual exhibe flores muy similares a las acacias de Constantinopla, hallándose la prenda ribeteada con una elaborada cenefa dorada. 
El atuendo, pese a ser descrito como de color crema, era originalmente de color blanco puesto que esta es la tonalidad con la que se muestra en varias fotografías publicitarias, aunque es probable que tuviese un ligero deslucido en el tono con el fin de ajustarse a las limitaciones técnicas de entonces, pues el color blanco no lucía adecuadamente en cámara. Antes de que las películas se filmasen en su mayoría en color, los diseñadores debían tener en cuenta que las tonalidades de las prendas se veían de forma distinta en pantalla; uno de los casos más llamativos fue el vestido supuestamente rojo que Bette Davis lució en Jezabel (1938), el cual era en realidad de color marrón debido a que el color rojo no lucía adecuadamente en blanco y negro. Este inconveniente se daba también con el blanco tanto en blanco y negro como en color, motivo por el que las telas solían teñirse de azul o rosa claro, circunstancia que se trasladaba incluso a la ropa de cama, siendo un caso destacado el traje azul claro (blanco en pantalla) de Norma Shearer en María Antonieta (1938), película filmada en blanco y negro aunque concebida para ser rodada en color. El intenso tono crema que el vestido posee en la actualidad se debe casi con total seguridad al paso del tiempo, circunstancia experimentada por otros trajes de entonces, como el vestido verde de Vivien Leigh en Lo que el viento se llevó (1939) y el vestido blanco de Marilyn Monroe en The Seven Year Itch (1955), los cuales fueron adquiriendo una tonalidad cruda con los años a causa del envejecimiento del tejido.

### Análisis

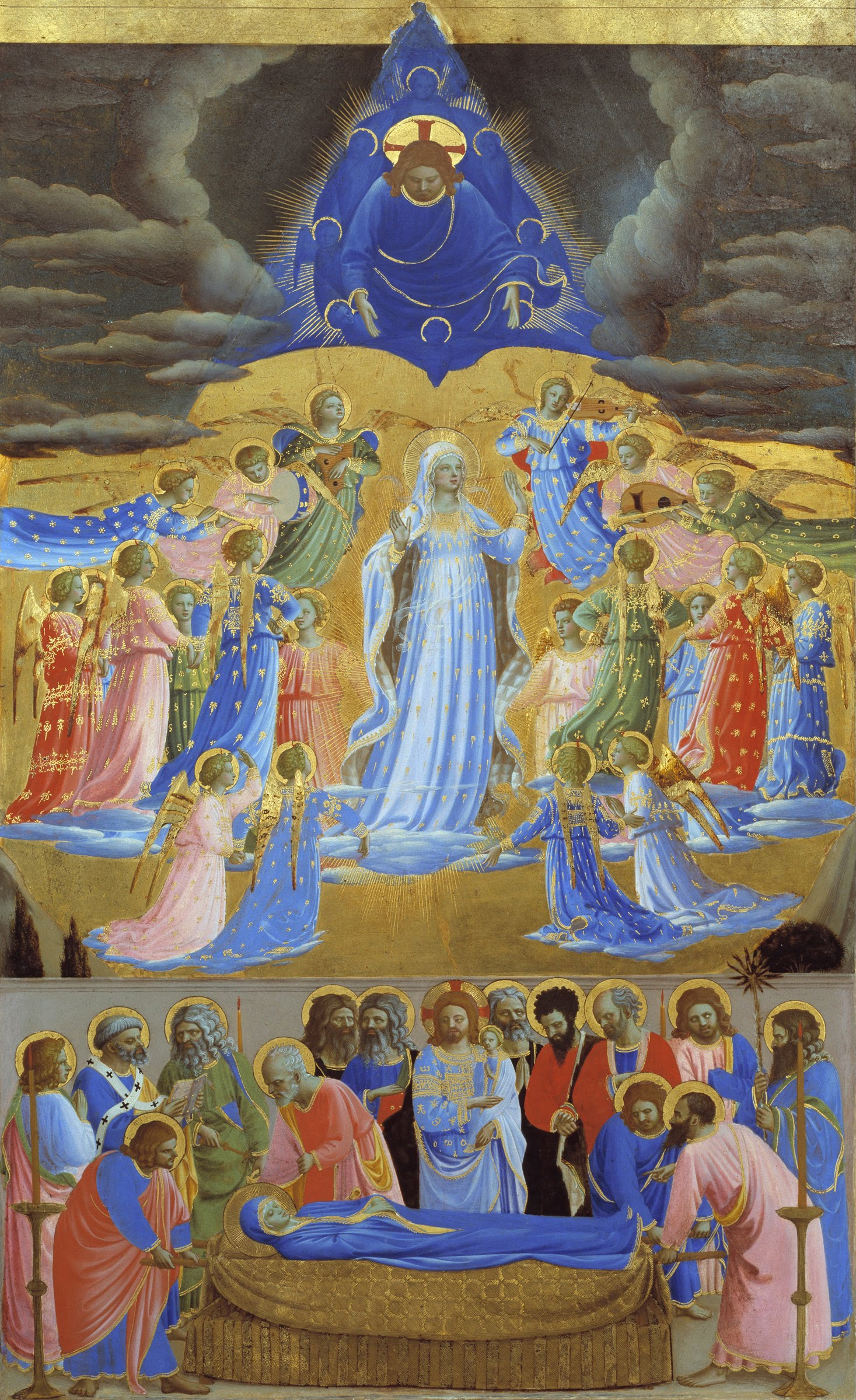
Muerte y Asunción de la Virgen (c. 1432), por Fra Angelico. Los estampados y las cenefas doradas presentes en uno de los cuadros del pintor inspiraron a Jean Louis, supuestamente, para la elaboración del vestido de «Amado Mío».

El atuendo, supuestamente inspirado en una obra renacentista, dota a Gilda de un aura de divinidad, religiosidad e inocencia, aunque el hecho de que la prenda exhiba parcialmente el abdomen debido a que la canción posee aires exóticos rompe con la imagen dulce e inocente de los ángeles de Angelico. El atuendo, en vez de personificar a un ángel, representa más bien con su definida silueta a una sirena, ser mitológico asociado desde antiguo con la perdición de los hombres, pues se valían de su belleza para atraerlos con el fin de provocar su desgracia, buscando Gilda con este atuendo cazar a algún hombre adinerado que pudiese mantener su superfluo y costoso estilo de vida. Destaca el hecho de que este no es el único traje de la película inspirado, al parecer, en un cuadro, pues el vestido negro de «Put the Blame on Mame» está basado en Madame X (1883-1885), una polémica pintura de John Singer Sargent que en su momento escandalizó a la sociedad en un curioso paralelismo con el filme.
El color blanco del traje de «Amado Mío» simboliza, al igual que otros atuendos de idéntica tonalidad lucidos por la actriz en la película, el martirio al que Gilda se ve sometida por estar casada con el déspota y abusivo Mundson, lo que por su parte tiende a despertar la simpatía del público hacia ella, sugiriendo a su vez una trama propia de una novela gótica, pues la protagonista está constantemente huyendo de los vampíricos Mundson y Farrel del mismo modo que las jóvenes e ingenuas muchachas que terminan siendo presa de los villanos, detalle que queda evidenciado en la capa estilo Drácula que Farrel luce durante el baile de máscaras. Irónicamente, el tono del traje simboliza así mismo el don de la virginidad, una virtud de la que toda mujer fatal carece por haberla perdido a una edad temprana, lo que sumado a lo anterior permite definir al personaje como un ser profundamente complejo al contar con todo un abanico de facetas las cuales se combinan con el único fin de persuadir y engañar.
Por otro lado, el color blanco permite crear un fuerte contraste con la oscuridad patente en el vestuario de Gilda en la segunda mitad de la película, cuyo atuendo más famoso es el del número «Put the Blame on Mame». Jean Louis se valió del uso de modelos binarios en el vestuario del filme para resaltar las dos caras del personaje; por un lado la inocencia y pureza de las pinturas de Angelico, y por otro la sensualidad y provocación del cuadro de Sargent, lo que crea una dualidad entre ángel y demonio, sirviendo las tonalidades neutras de las prendas interiores del personaje como una suerte de transición entre ambos extremos. Pese a que el esquema de colores empleado por el diseñador sugiere una dualidad psicológica en Gilda, el hecho de que el personaje requiera la ayuda de su abusivo esposo para poder vestirse y de que tenga problemas con las cremalleras de algunos trajes permite vislumbrar que su atractivo no depende completamente de ella, por lo que su imagen sexualizada sería en parte una imposición masculina, remarcando el hecho de que, en cierto modo, Gilda es «propiedad» de Mundson, quien, por tanto, se erige como el verdadero creador de la mujer fatal que es la protagonista.

## Legado

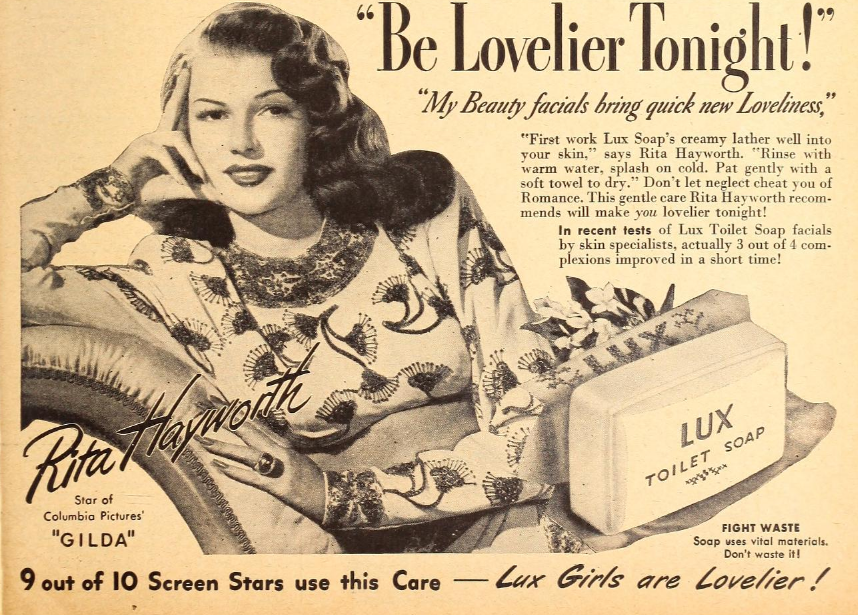
Anuncio de jabón Lux de 1946.

La influencia del vestido en el mundo del cine y en la moda fue mínima dado que el atuendo de «Put the Blame on Mame» fue el que causó sensación, al punto de estar catalogado como uno de los trajes más famosos de la historia del cine. Por un lado, las hombreras ya eran altamente populares a mediados de la década de 1940, hallándose el origen de las mismas en el vestido Letty Lynton, diseñado por Adrian para Joan Crawford en la película homónima de 1932. Por otro lado, los trajes que dejan el abdomen al descubierto estuvieron relegados durante años mayormente al mundo de las pin-ups, no siendo hasta la década de 1960 cuando empezaron a verse en la alta costura, aunque ya habían sido lucidos con anterioridad a Hayworth por varias actrices, como Barbara Stanwyck en Bola de fuego (1941) y La estrella del Variedades (1943), obra respectivamente de Edith Head y Natalie Visart; Maureen O'Hara en ¡Qué verde era mi valle! (1941), creación de Gwen Wakeling; y Lauren Bacall en Tener y no tener (1944), diseño de Milo Anderson. En lo que respecta a las faldas tipo sarong, hoy parte de colecciones de marcas como Mikoko Deluxe, estas ya gozaban de cierta popularidad en la cinematografía antes del estreno de Gilda, aunque por lo general solo eran mostradas en películas de temática exótica o tropical, como el caso de Dorothy Lamour en The Jungle Princess (1936), facturada por Head; el de Marie McDonald y Nan Wynn en Pardon My Sarong (1942), obra de Vera West; y el de Ann Corio en Sarong Girl (1943), de autor desconocido. Pese a su escasa influencia en el mundo de la moda, el traje, reproducido para su venta al público por Mevlani y del que se conserva una réplica en los estudios Cinecittà, apareció en una sesión de fotos que Bob Landry realizó en el Beverly Hills Hotel en diciembre de 1945 para ilustrar el artículo de Life de febrero de 1946, en un anuncio de jabón Lux del mismo año, y en la portada de Images du monde en mayo de 1947, perdurando su fama en la actualidad ya que en 2017 se elaboró una réplica para Natalia Millán con motivo de una recreación de «Amado Mío» en el programa de Antena 3 Tu cara me suena, destacando por otro lado su aparición en pegatinas y camisetas, así como su reproducción en miniatura por parte del diseñador Nigel Chia en 2023 para una muñeca DéMuse de Hayworth.